# Adelpherupa
Adelpherupa is een geslacht uit de familie van de grasmotten.  In de Nederlandse Wikipedia zijn de volgende soorten beschreven: 
- A. aethiopicalis
- A. albescens
- A. auruntiacus
- A. costipunctalis
- A. elongalis
- A. flavescens
- A. lialuiensis
- A. pontica
- A. terreus
- A. typicota